# Fred Karlin
Frederick James Karlin (Chicago, 16 de junho de 1936 - Culver City, 26 de março de 2004) foi um compositor estadunidense, que participou da trilha sonora de centenas de filmes no cinema e televisão, vencedor do Óscar e do Emmy. Era também um trumpetista eclético, capaz de executar jazz, blues, música clássica, rock e música medieval.

## Biografia
Ainda no Illinois estudou jazz com William Russo, formando-se em artes na Amherst College, onde compôs String Quartet No. 2 como tese. Após sua formatura mudou-se para Nova Iorque, compondo e fazendo arranjos para diversas bandas, dentre as quais as de Benny Goodman, Harry James e Chubby Jackson.
Venceu, em 1971 o Oscar de melhor canção original, com For All We Know, que é um dos maiores sucessos de The Carpenters. Recebeu outras três indicações. Venceu o Emmy Award com The Autobiography of Miss Jane Pittman em 1974, tendo recebido outras dez indicações.
Faleceu de câncer, na Califórnia, tendo sobrevivido à esposa Megan, com quem teve dois filhos (Eric e Kristopher) e duas filhas (Wendy e Kathryn). Kristopher foi assassinado, em 1978 pela própria irmã, Wendy, que tinha problemas mentais.